# 라세포리

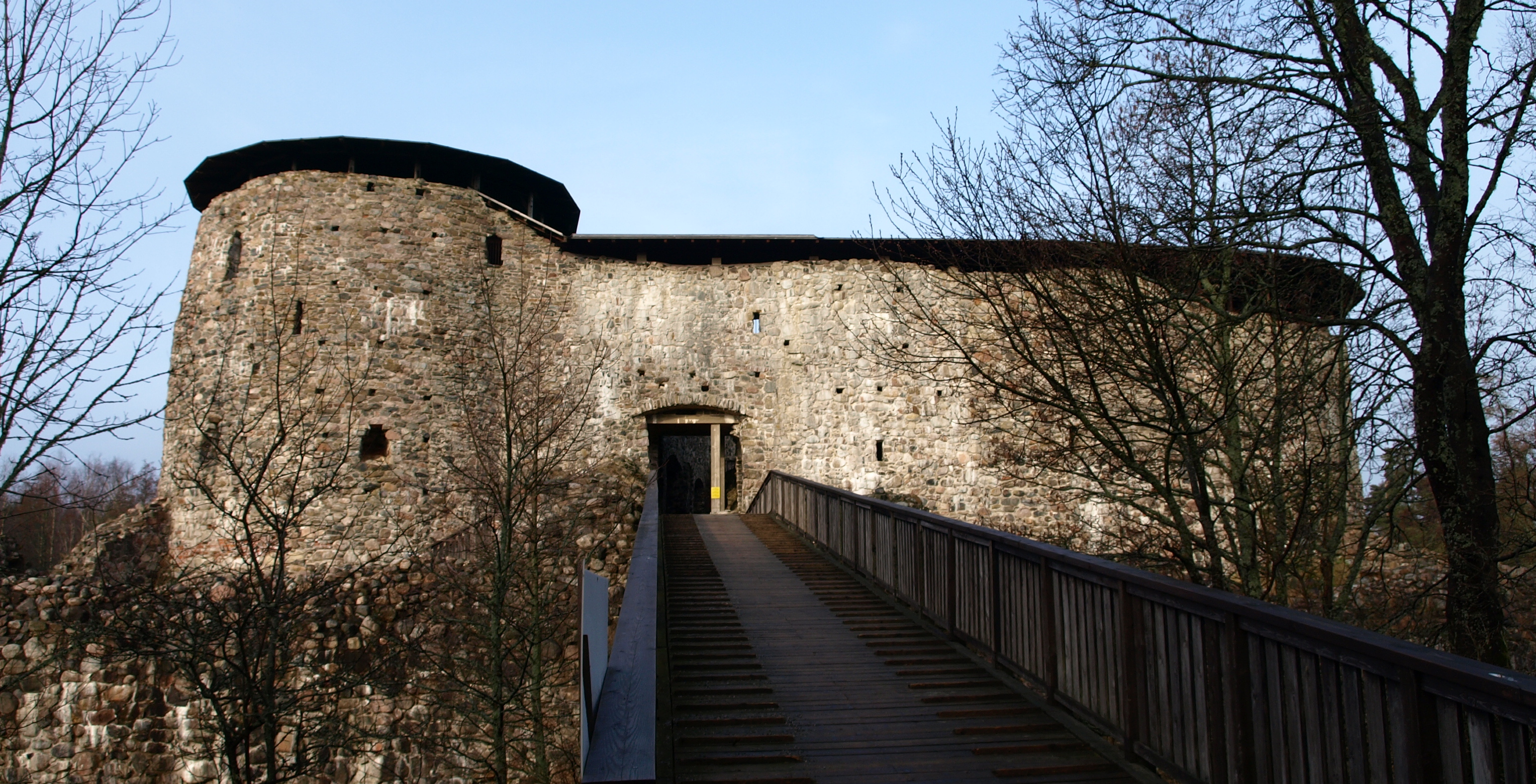
라세보리 성

라세보리의 위치

라세보리(스웨덴어: Raseborg, 핀란드어: Raasepori 라세포리[*])는 핀란드 우시마 지역에 위치한 도시로 면적은 1,148.00km2, 인구는 28,347명(2016년 3월 31일 기준), 인구 밀도는 24.7명/km2이다.
2009년 1월 1일을 기해 에케네스(Ekenäs), 카리스(Karis), 포흐야(Pohja) 3개 지방 자치체가 하나로 통합되면서 신설되었다. 전체 인구 가운데 66.2%는 스웨덴어를, 31%는 핀란드어를, 2.8%는 그 외의 언어를 구사한다.

시 문장